# Бутано-пакистанские отношения
Бутано-пакистанские отношения — двусторонние дипломатические отношения между Бутаном и Пакистаном. С 2004 года отношения стали активно развиваться, но посольства так и не были открыты. Обе страны являются членами Ассоциации регионального сотрудничества стран Южной Азии (СААРК) и Организации Объединённых Наций. Бутан и Пакистан — гималайские государства и имеют двух общих соседей: Китай и Индию. Бутан имеет тесные отношения с Индией, а индийско-пакистанские отношения традиционно натянутые, поэтому Индия время от времени с подозрением относится к пакистанскому сотрудничеству с Бутаном.

## История
Бутан и Пакистан поддерживают отношения на протяжении веков. В 1971 году Бутан стал одной из первых стран, признавших отделение Восточного Пакистана от Пакистана в качестве независимого государства Бангладеш.

## Стипендии
Пакистан предлагает стипендии бутанским студентам, особенно в области медицины и техники.

## Торговля
Экспорт из Пакистана в Бутан: хлопчатобумажная пряжа, изделия из текстильных материалов, хлопчатобумажные ткани, спортивные товары и кожа. Экспорт Бутана в Пакистан: джут, каучук, растительное масло, пробку и химические продукты. Экономическое сотрудничество между двумя странами является минимальным из-за высоких пошлин и трудностей с доступом к территории Бутана, не имеющему выхода к морю. В 2008—2009 годах объём товарооборота между странами превысил сумму 500 млн. долларов США. В период 2007—2011 годов 11 пакистанцев посетили Бутан в качестве туристов.

## Визиты на высоком уровне
Между лидерами двух стран регулярно проводятся контакты на различных международных форумах, помимо саммитов СААРК. В январе 2004 года Бутан принял участие в 12-м саммите СААРК в Исламабаде. В кулуарах саммита президент и премьер-министр Пакистана провели двусторонние встречи с премьер-министром Бутана. В ноябре 2004 года премьер-министр Пакистана Шаукат Азиз возглавил официальную делегацию в Бутан, что вызвало негативную реакцию у Индии, которая посчитала, что Пакистан может попытаться повредить её интересам в Бутане.
В марте 2011 года премьер-министр Бутана Джигме Тинлей возглавил делегацию в Пакистан, где провёл трёхдневные переговоры с премьер-министром Пакистана Юсуфом Резой Гилани. Они обсудили ряд двусторонних вопросов, включая экономические, коммерческие, инвестиционные, образовательные и культурные связи.
В июне 2012 года государственный министр Пакистана тепло принял делегацию буддийских монахов из Бутана во главе с послом, который заявил о необходимости личных и межконфессиональных контактов между странами.

## Дипломатические представительства
Страны не поддерживают дипломатические отношения на уровне посольств. Посольство Пакистана в Бангладеш представляет интересы страны в том числе и в Бутане, с 2006 года послом Пакистана в Бангладеш является Аламгир Башар Хан Бабар. С 2012 года интересы Бутана в Пакистане представляет Дашо Бап Кесанг.